# Jarosław Janicki (leśnik)
Jarosław Janicki (ur. 1955, zm. 9 sierpnia 2014) – polski leśnik związany z Opolszczyzną.

## Życiorys
Po ukończeniu Technikum Leśnego w Tułowicach rozpoczął pracę w Nadleśnictwie Kup, gdzie pracował do 2014 roku. W 1983 roku ukończył studia zaoczne na Wydziale Leśnym Akademii Rolniczej im. Augusta Cieszkowskiego w Poznaniu.
Opublikował 4 teki z rysunkami i ponad 30 kart pocztowych i edukacyjnych o tematyce przyrodniczo łowieckiej. Jest autorem ilustracji do 9 książek. Swoje prace przedstawił na 14 wystawach indywidualnych i zbiorowych. Czterokrotnie wygrywał konkurs literacki Łowca Polskiego.
Był współautorem pierwszej na Opolszczyźnie Izby Leśnej w 1995 roku. Współorganizatorem konkursu plastycznego dla dzieci i młodzieży „Zwierzaki”. Za swoją pracę dla społeczeństwa został w 2006 roku nagrodzony przez Marszałka Województwa Opolskiego. W 2008 otrzymał Medal św. Huberta, a w 2009 został uhonorowany nagrodą Lasów Państwowych im. Adama Loreta. Był odznaczony Srebrnym i Złotym Krzyżem Zasługi nadanymi przez Prezydenta RP. W 2013 roku otrzymał Nagrodę Animatora Kultury wręczaną przez środowisko lokalne, a pośmiertnie został nagrodzony odznaką honorową za zasługi dla Województwa Opolskiego nadaną przez Marszałka.
Był redaktorem – założycielem Opolskiego Kwartalnika Łowieckiego Z KNIEI od 2012 r.

## Twórczość
- 2002 – Kacze pióro – zbiór opowiadań przyrodniczo łowieckich.
- 2004 – Nadleśnictwo Kup. Ludzie, lasy i legendy – opracowanie przedstawiające gospodarkę leśną i łowiecką od zarania dziejów do II wojny światowej na terenie Nadleśnictwa Kup[2].
- 2007 – Za tropem – zbiór opowiadań przyrodniczo łowieckich[3].
- 2012 – Zielony brulion – zbiór opowiadań przyrodniczo łowieckich.